# Bureau de l'administration d'affaires urbaines

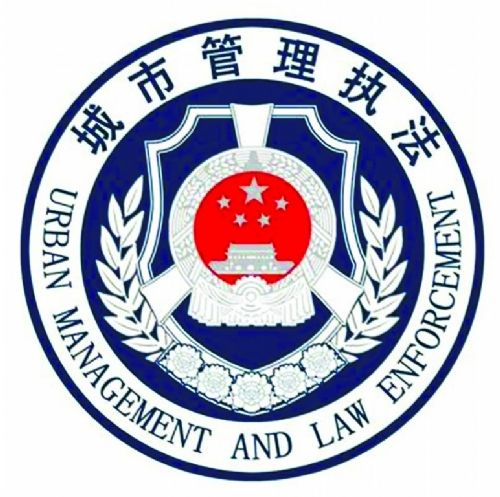
Badge du bureau de l'administration d'affaires urbaines de la République populaire de Chine.

Le Bureau de l'administration d'affaires urbaines (chinois simplifié: 城市管理行政执法局; pinyin : chengshi Guǎnlǐ xingzheng Zhífǎ JU), communément abrégé en Chengguan (chinois: 城管; pinyin : Chéngguǎn), est une agence municipale qui a été mise en place dans toutes les villes de la République populaire de Chine.
En effet, le maire, en Chine, est chargé d'importants pouvoirs de police administrative, comme la responsabilité d'assurer le bon ordre, la sûreté, la sécurité, la salubrité et la tranquillité publiques que des agents (communément appelés les chengguan) sont chargés de faire appliquer, ainsi que des arrêtés municipaux en matière d'environnement, d'assainissement, de sécurité du travail, de contrôle de la pollution, et de santé.

## Sinistre réputation
Depuis leur création en 1997, les chengguan s’illustrent régulièrement par leur comportement violent :
- 31 mai 2013, ainsi que le raconte le site Sohu, plusieurs d’entre eux s’arrêtent devant un vendeur de vélos à la ville de Yan'an, dans la province du Shanxi. Sans mot dire, ils commencent à embarquer les deux-roues rangés devant le magasin avant que les vendeurs ne s’interposent. Mais les explications, musclées, tournent rapidement au pugilat. Les chengguan se sont justifiés en expliquant qu’à plusieurs reprises, ils avaient intimé l’ordre au propriétaire du magasin de ranger ses vélos sans que celui-ci n’obéisse. En guise d’excuse, ils ont argué que l’agent que l’on voit sauter à pieds joints sur la tête du vendeur n’était qu’un employé temporaire. Une forme d’échappatoire qui ne satisfait guère les internautes chinois, très nombreux à réagir à cette vidéo[1].

- Le 17 juillet 2013, la police enquête sur la mort d'un vendeur de pastèque Deng Zhengjia dans la ville de Linwu en Chine, disent les médias d'État, qui aurait été battu à mort par les agents chengguan[2].

## Structure administrative
L'agence est généralement structurée en deux bureaux et six départements,.
- Bureau administratif
- Office de contrôle
- Département de la gestion globale
- Département de la gestion d’urbanisme
- Département de la gestion d'application des arrêtés municipaux
- Département juridique
- Département de l'information
- Département de gestion d'image